# Minong
Minong é uma vila localizada no estado norte-americano de Wisconsin, no Condado de Washburn.

## Demografia
Segundo o censo norte-americano de 2000, a sua população era de 531 habitantes.
Em 2006, foi estimada uma população de 544, um aumento de 13 (2.4%).

## Geografia
De acordo com o United States Census Bureau tem uma área de
3,9 km², dos quais 3,9 km² cobertos por terra e 0,0 km² cobertos por água. Minong localiza-se a aproximadamente 324 m acima do nível do mar.

## Localidades na vizinhança
O diagrama seguinte representa as localidades num raio de 40 km ao redor de Minong.